# Азбрук (кантон)
Азбрук (фр. Hazebrouck) — кантон во Франции, находится в регионе О-де-Франс, департамент Нор, округ Дюнкерк.

## История
Кантон образован в результате реформы 2015 года. В его состав вошли отдельные коммуны упразднённых кантонов Азбрук-Нор, Азбрук-Сюд и Мервиль.

## Состав кантона
В состав кантона входят коммуны (население по данным Национального института статистики за 2017 год):
- Аверскерк (1425 чел.)
- Азбрук (21 441 чел.)
- Безегем (748 чел.)
- Бларенгем (2069 чел.)
- Валлон-Каппель (811 чел.)
- Ла-Горг (5635 чел.)
- Линд (758 чел.)
- Мервиль (9720 чел.)
- Морбек (2538 чел.)
- Нёф-Беркен (1234 чел.)
- Ренескюр (2080 чел.)
- Серкю (461 чел.)
- Стеенбек (1690 чел.)
- Тьенн (908 чел.)
- Эббленгем (673 чел.)
- Эстер (6379 чел.)

## Политика
На президентских выборах 2022 года жители кантона отдали в первом туре Марин Ле Пен 36,4 % голосов против 26,6 % у Эмманюэля Макрона и 15,5 % у Жана-Люка Меланшона; во втором туре в кантоне победила Ле Пен, получившая 55,3 % голосов. (2017 год. 1 тур: Марин Ле Пен – 31,7 %,  Эмманюэль Макрон – 19,0 %, Жан-Люк Меланшон – 18,5 %, Франсуа Фийон – 16,6 %; 2 тур: Макрон – 50,8 %. 2012 год. 1 тур: Франсуа Олланд — 28,4 %, Марин Ле Пен — 24,3 %, Николя Саркози — 24,0 %; 2 тур: Олланд — 53,1 %).
С 2021 года кантон в Совете департамента Нор представляют мэр города Азбрук Валантен Бельваль (Valentin Belleval) и вице-мэр коммуны Ла-Горг Моник Эврар (Monique Evrard) (оба — Разные правые).
|                | Кандидаты                     | Партия                   | Первый тур | Первый тур     | Второй тур | Второй тур |
| Кол-во голосов | Кандидаты                     | Партия                   | % голосов  | Кол-во голосов | % голосов  |            |
| -------------- | ----------------------------- | ------------------------ | ---------- | -------------- | ---------- | ---------- |
|                | Валантен Бельваль Моник Эврар | Разные правые            | 7 842      | 56,06          | 9 878      | 72,29      |
|                | Виржини Вераэг Паскаль Принс  | Национальное объединение | 3 344      | 23,90          | 3 786      | 27,71      |
|                | Клод Анкес Беатрис Ве-Торрес  | Левый блок – Зелёные     | 2 133      | 15,25          |            |            |
|                | Андре Деместер Анн-Лиз Перш   | Вставай, Франция         | 670        | 4,79           |            |            |

|                | Кандидаты                    | Партия                  | Первый тур | Первый тур     | Второй тур | Второй тур |
| Кол-во голосов | Кандидаты                    | Партия                  | % голосов  | Кол-во голосов | % голосов  |            |
| -------------- | ---------------------------- | ----------------------- | ---------- | -------------- | ---------- | ---------- |
|                | Катрин Депельшен Брюно Фишё  | Правый блок             | 7 830      | 35,98          | 12 067     | 59,64      |
|                | Анник Кафьер Жесси Эрлен     | Национальный фронт      | 7 333      | 33,70          | 8 166      | 40,36      |
|                | Жак Паран Франсуаза Полнек   | Социалистическая партия | 5 387      | 24,76          |            |            |
|                | Беатрис Ве-Торрес Клод Шолле | Левый фронт             | 1 211      | 5,57           |            |            |